# Dilip Kumar
Muhammad Yusuf Khan o Mohamed Yusuf Khan (Peshawar, 11 de diciembre de 1922-Bombay, 7 de julio de 2021), conocido como Dilip Kumar, fue un actor, productor y guionista de cine indio y miembro del Parlamento. Hizo su debut en el cine en la película de drama Jwar Bhata (1944), producida por Bombay Talkies. Lo  llamaban El rey de la tragedia, y Satyajit Ray lo calificó como "un perfecto actor de método".

## Nacimiento
Nació en Peshawar, que en esa época pertenecía a la India británica. Su padre, comerciante de frutas, no deseaba que él se dedicara al cine.

## Relevancia
Su carrera se extendió por cinco décadas y más de 60 películas. Los críticos lo aclamaron como uno de los mayores actores en la historia del cine en hindi. Fue el primer actor en recibir un Premio Filmfare al mejor actor (1954) y recibió el mayor número de premios Filmfare en esa categoría (récord que también obtuvo Shahrukh Khan, con ocho victorias). Rechazó la oferta de interpretar el papel del personaje Sherif Ali en Lawrence de Arabia (David Lean, 1962), y entonces no fue él quien se hizo famoso en Occidente, sino Omar Sharif. El Gobierno de la India lo honró con el Padma Bhushan en 1991 y con el Premio Dadasaheb Phalke en 1994, por sus contribuciones al cine de su país. Actuó en largometrajes de todo tipo de géneros: románticos (Andaz, 1949), de aventuras  (Aan, 1952), dramáticos (Devdas, 1955), cómico (Azaad, 1955), históricos (Mughal-e-Azam, 1960) y sociales (Ganga Jamuna, 1961). Hacia el final de los años 60 recibía pocas ofertas de papeles, varias de sus películas de 1969 a 1976 obtuvieron bajas recaudaciones (Dil Diya Dard Liya,  Aadmi, Dastaan, Gopi, Bairaag).
En 1976, Kumar se tomó un descanso de cinco años como actor y regresó con un "papel de carácter" en la película Kranti (1981) y continuó su carrera protagonizando películas como Shakti (1982), Karma (1986) y Saudagar (1991). Su última película fue Qila (1998). En 1961, Kumar produjo y protagonizó Ganga Jamuna (la película fue un éxito pero no volvió a producir, aunque escribió el guion de su versión en tamil Iru Dhruvan) junto con la actriz Vyjayanthimala, su pareja más frecuente en la pantalla, con quien trabajó en otras seis películas.

## Actividades políticas
En 1998, contribuyó a resolver un conflicto entre su país y Pakistán. En el 2000, se hizo nombrar diputado del Partido del Congreso, que en esa época estaba en la oposición.

## Defensa de los animales
La sección india de PETA declaró que "los animales de todo el mundo habían perdido a un gran amigo".

## Matrimonio
Dilip Kumar se casó con la actriz Saira Banu en 1966 cuando él tenía 44 años y ella 22. Su matrimonio fue uno de los más duraderos de Bollywood.